# Ford Field
Le Ford Field est un stade couvert de football américain situé à côté du Comerica Park dans le centre-ville de Détroit, dans le Michigan.
Depuis 2002, ses locataires sont les Lions de Détroit, une équipe de football américain évoluant en NFL dans la division nord de la National Football Conference. Il accueille également le Motor City Bowl depuis 2002, qui est un match de football américain universitaire. Sa capacité est de 65 000 places pour les matchs NFL de saison régulière et de 70 000 places pour les événements importants comme le Super Bowl et 78 000 pour le basket-ball. Le stade possède 132 suites de luxe et 8 600 sièges de club.

## Histoire
Il s'est ouvert en 2002 avec trois autres stades NFL. Après plus de deux décennies de jeu au Pontiac Silverdome, les Lions de Détroit et les Tigers de Detroit de la MLB ont désiré avoir deux nouveaux stades construits dans le centre-ville de Détroit. La construction du nouveau stade des Tigers, le Comerica Park a commencé en 1997 et s'est terminé en 1999. Les électeurs ont approuvé un référendum qui a permis de financer 51 % du Ford Field, alors que les Lions de Détroit paye les 49 % restants du stade. Les droits d'appellation ont été achetés $40 millions USD par Ford sur 20 ans. Les travaux ont commencé le 16 novembre 1999 et il fut inauguré le 24 août 2002 avec un match de pré-saison entre les Lions de Détroit et les Steelers de Pittsburgh après 32 mois de construction. Son coût de construction est évalué à $430 millions USD, il appartient à Detroit/Wayne County Stadium Authority. Le projet fut conçu par les firmes architecturales KMD (Kaplan McLaughlin Diaz) Architects de San Francisco, Rossetti Associates Architects de Birmingham (Michigan) et Hamilton Anderson Associates, Inc. de Détroit.
Le premier match des Lions de Détroit au Ford Field était le 22 septembre 2002 contre les Packers de Green Bay. Il a 65 000 sièges et un toit fixe soutenu par deux colonnes de béton et par une structure en acier a été choisi pour couvrir le terrain en raison des hivers froid et rudes de Détroit. La surface en FieldTurf est de 14 mètres au-dessous du niveau de rue, permettant à des spectateurs un accès plus facile à leurs sièges. Les agréments du Ford Field incluent 8 600 sièges de club, 132 suites de luxe, un club lounge, des salles de banquet, des secteurs de conférence et de convention, et le Lions team store.
Le record d'affluence du stade (80 103 spectateurs) a eu lieu le 1er avril 2007, lors du WWE WrestleMania 23. Le précédent record était de 78 129 spectateurs lors d'un match de basket-ball opposant les Michigan State Spartans aux Kentucky Wildcats, le 13 décembre 2003. Les Wildcats gagnèrent 84 à 79.
Le 5 février 2006, le stade a accueilli la finale du Super Bowl XL devant 68 206 personnes.

## Événements
- Super Bowl XL, 5 février 2006
- WWE WrestleMania 23, 1er avril 2007
- Finale et demi-finales régionales du Championnat NCAA de basket-ball, 28 et 30 mars 2008
- Final Four basket-ball NCAA, 4-6 avril 2009
- NCAA Frozen Four, 8-10 avril 2010
- Motor City Bowl, depuis 2002
- Mid-American Conference Championship Game, depuis 2004
- Concert de Taylor Swift dans le cadre de son Red Tour, 4 mai 2013
- Concert de Guns N' Roses dans le cadre de leur Not in This Lifetime... Tour, 23 juin 2016
- Concerts de Taylor Swift (The Eras Tour), 9 et 10 juin 2023
- WWE SummerSlam, 5 août 2023

## Galerie

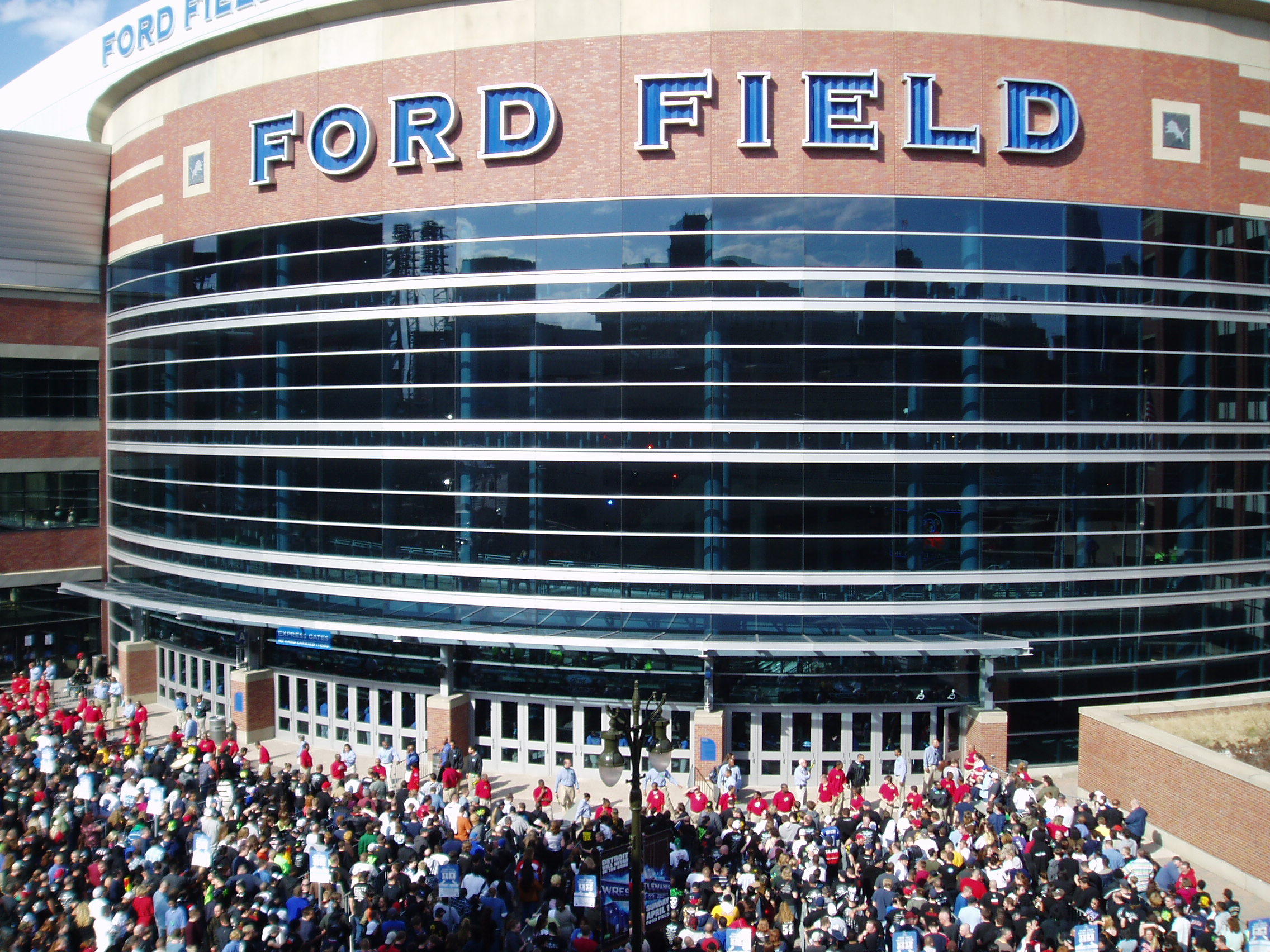
Entrée (4/1/2007)
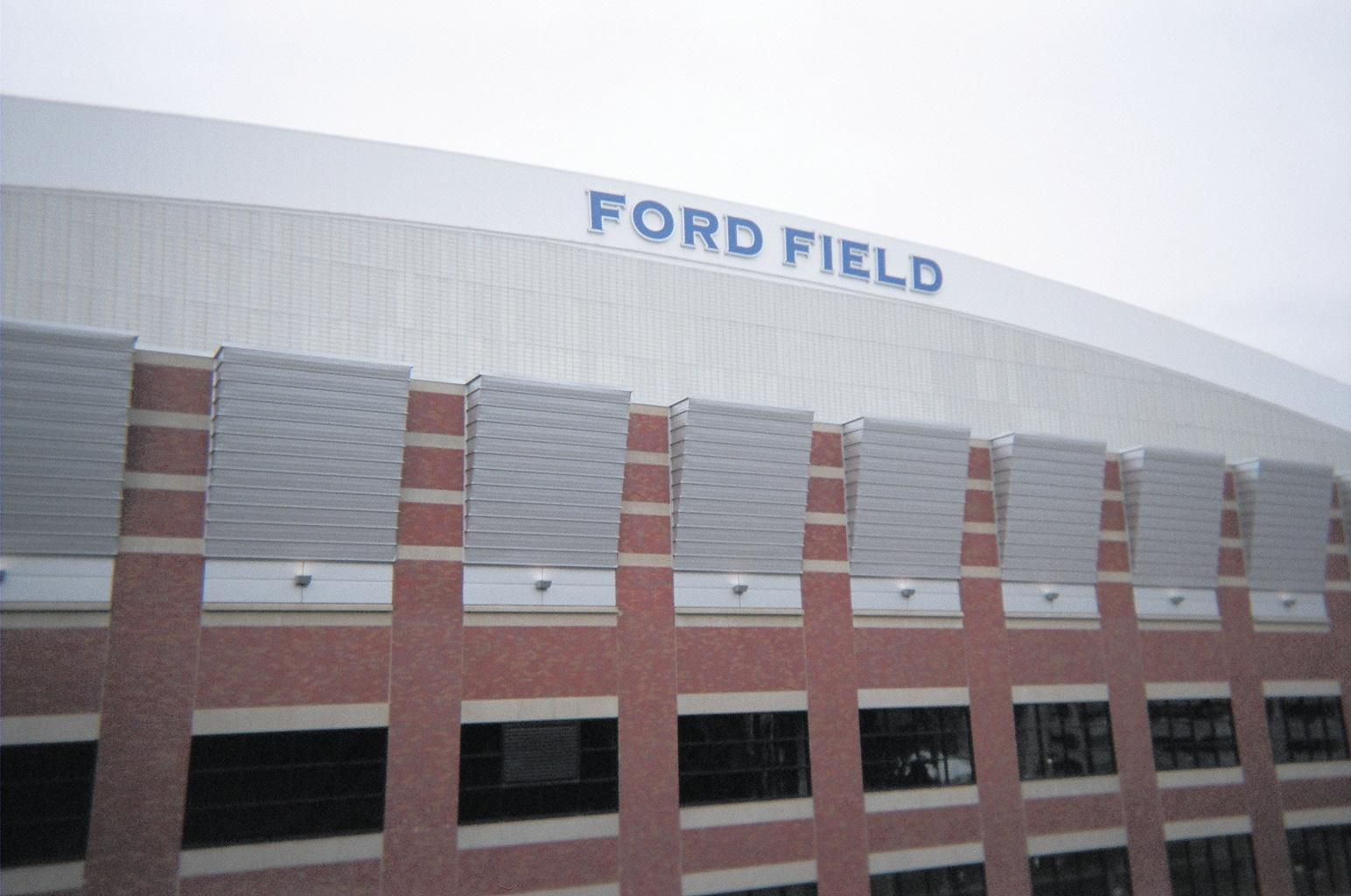
Façade (2006)
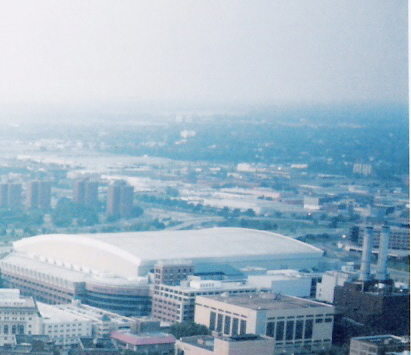
Vue aérienne
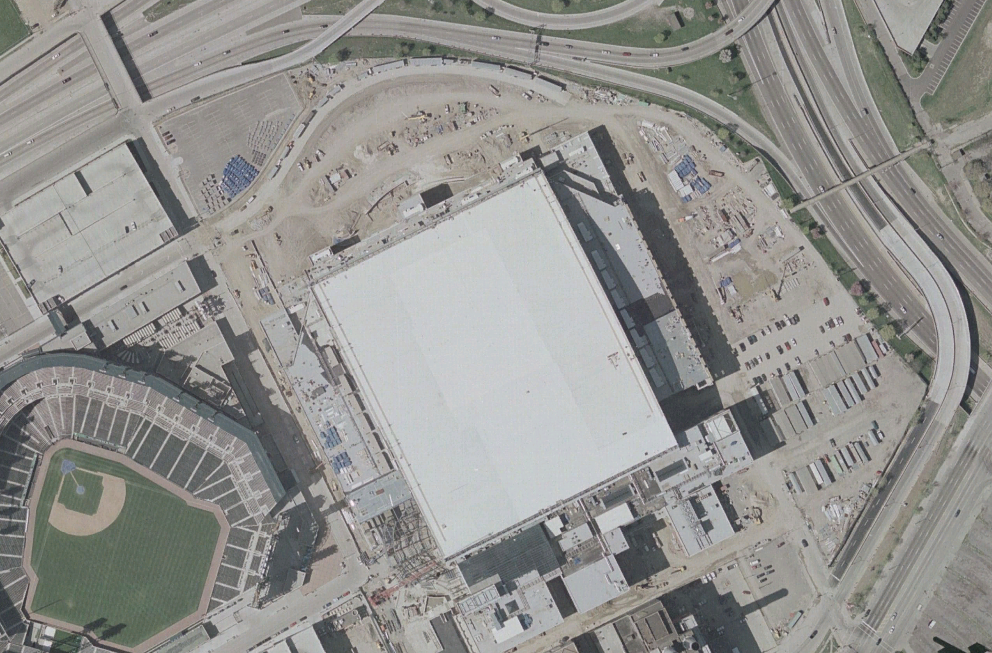
Image satellite (2002)
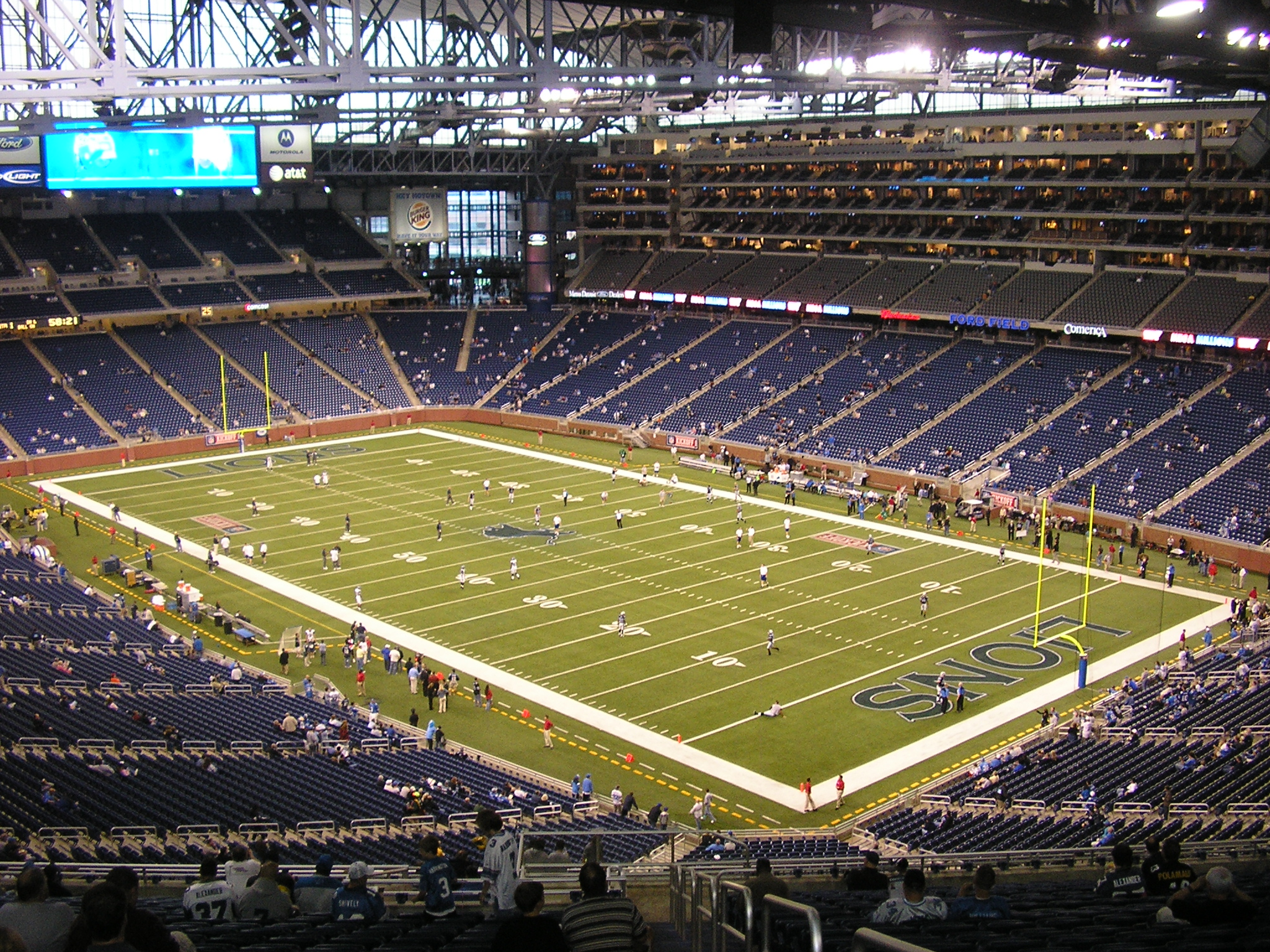
Antre des Lions
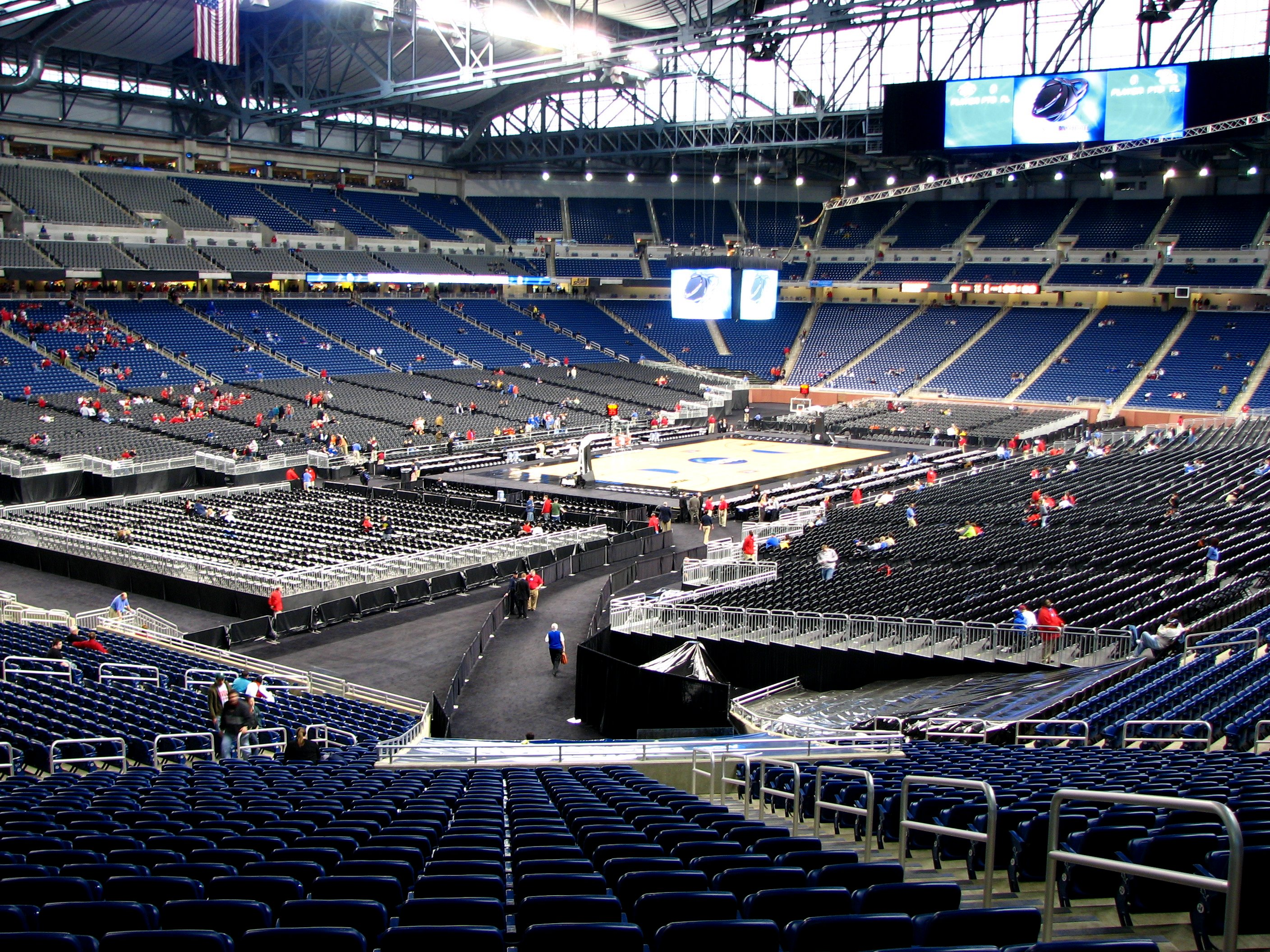
Intérieur
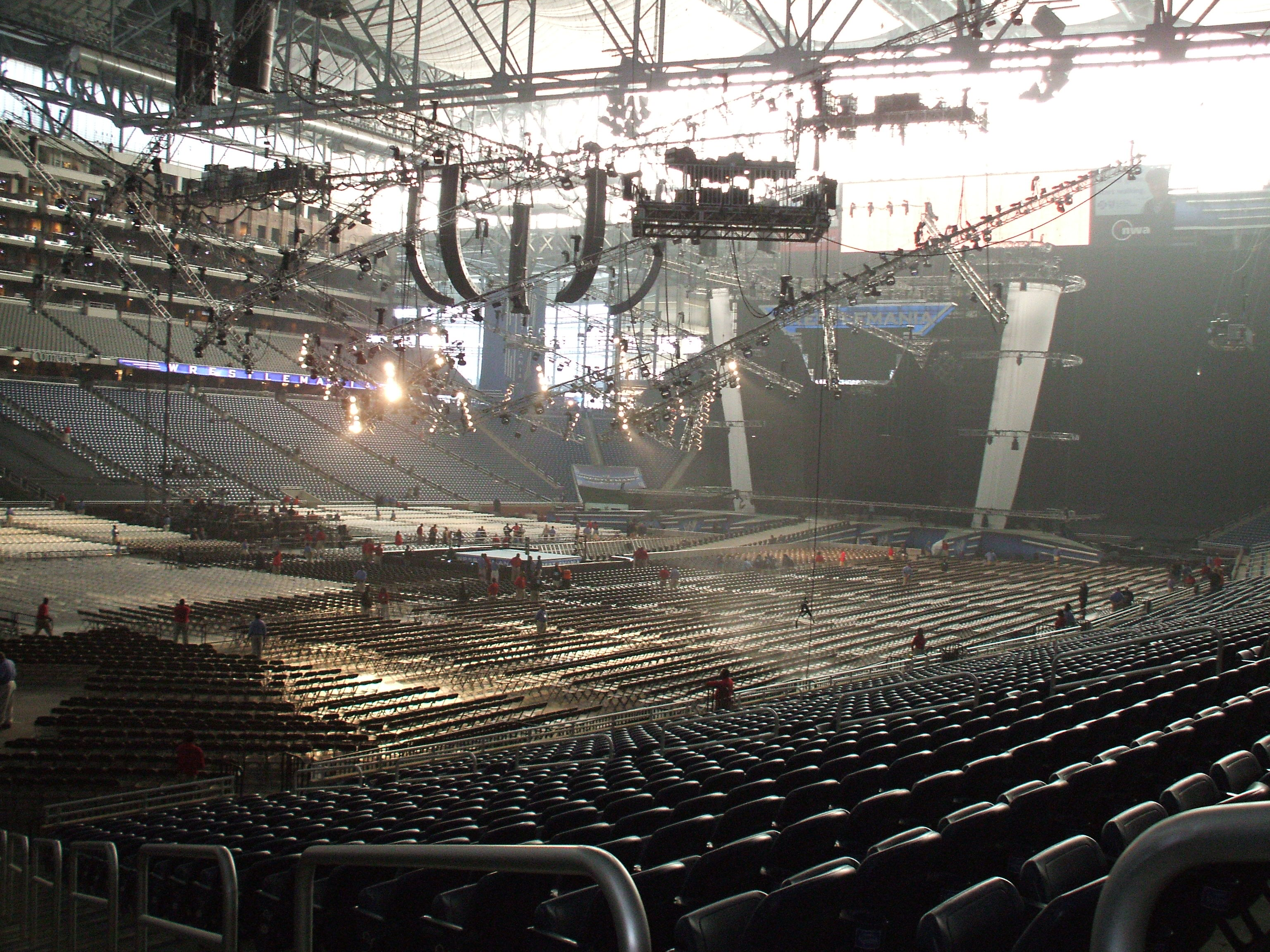
Avant le Wrestlemania 23
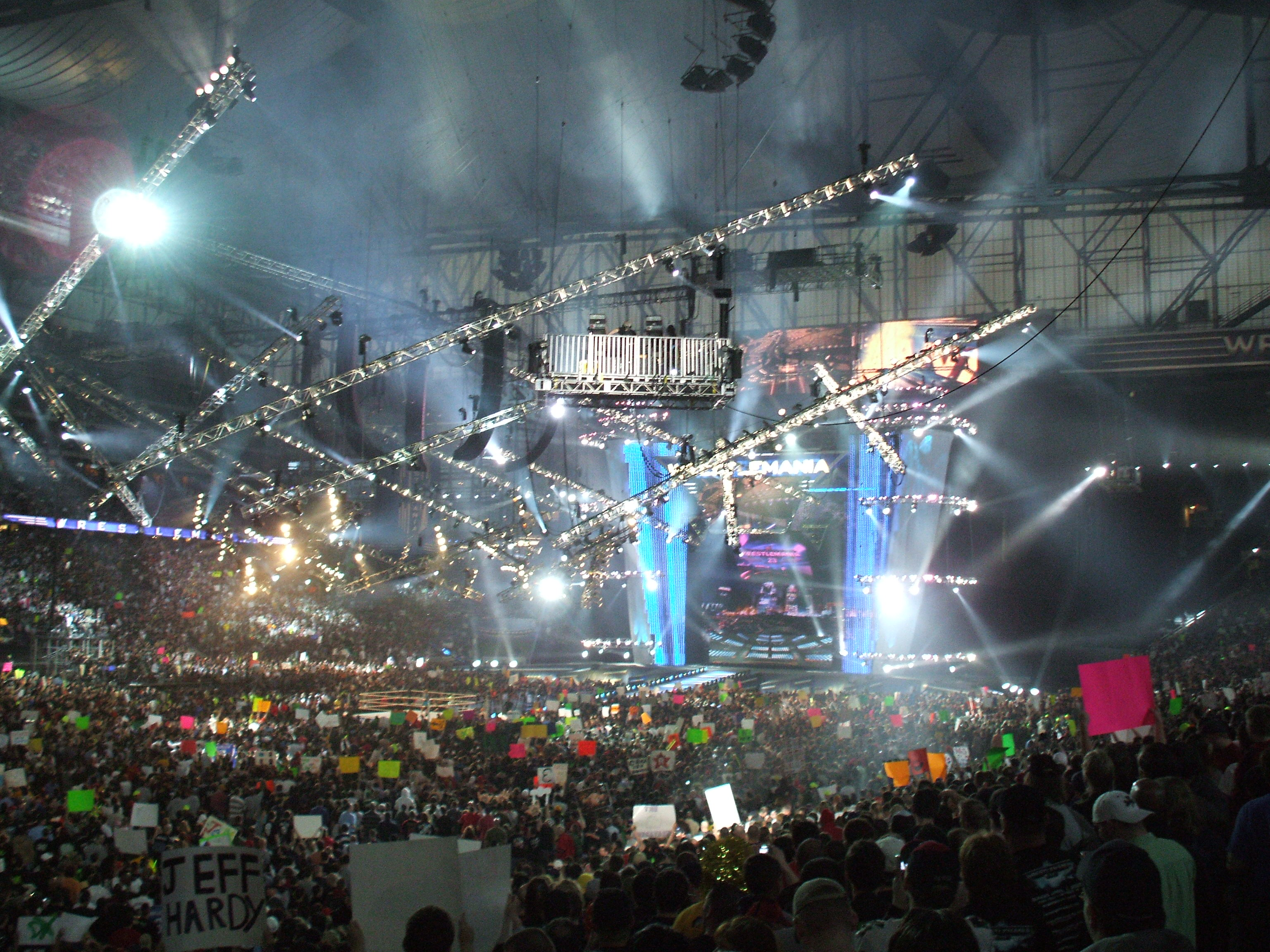
Wrestlemania 23

### Liens externes

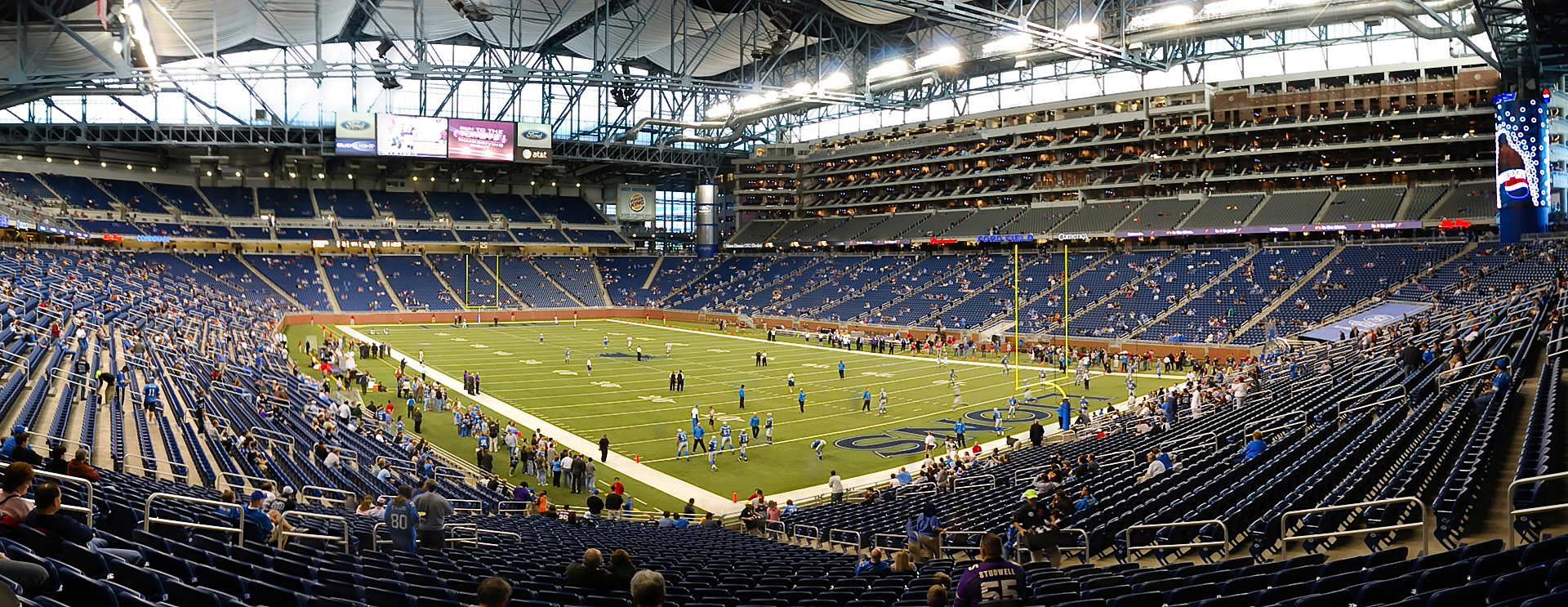